# Dios está aquí
«Dios está aquí» es una canción compuesta por el cantautor español Javier Gacías y grabada por primera vez por el Grupo Nueva Vida. La canción se ha convertido en una de las más versionadas del mundo.

## Historia
La canción fue compuesta en 1979 por el cantautor español Javier Gacías, mientras formaba parte del Grupo Nueva Vida, agrupación que la interpretó por primera vez en el Festival Jesús Te Llama, llevado a cabo el 9 de junio de ese año en Zaragoza, siendo la canción más aclamada del evento. Debido a su éxito, el grupo realizó la primera grabación en un álbum en formato casete, del cual se hicieron 300 copias. El 14 de septiembre de 1990, la canción fue registrada en la Sociedad General de Autores y Editores, cuando el sacerdote y músico español Carmelo Erdozaín grabó el tema para su recopilatorio con los «15 mejores temas de música religiosa del país». Alrededor de esa época, «Dios está aquí» también fue interpretado en la visita del papa Juan Pablo II a Fidel Castro, entonces presidente de Cuba.
En 2002, el Grupo Nueva Vida lo incluyó en su álbum recopilatorio Los mejores cantos religiosos. El 25 de diciembre de 2014, Gacías incorporó una nueva versión de «Dios está aquí» como sencillo principal de un álbum de estudio homónimo, que incluye otras doce canciones. El 20 de mayo de 2019 publicó otro álbum de estudio titulado Subamos, con trece canciones, entre ellas una versión en vivo de «Dios está aquí».

## Versiones
La canción, del género música cristiana, tiene múltiples versiones de diferentes artistas, entre ellos: Cindy Barrera, Daniel Andrés, Annie Balza, Cantantes de Dios, Santísimo Cristo de Gracia, Millie Lee, Yuli & Yosh, Alejandra Guachalla y SpaceRonin7, la de este último considerado un meme de internet. Asimismo, ha tenido versiones en otros idiomas, y ha sido dedicada a Juan Pablo II y al papa Francisco.